# Mohamed Zaabia
Pour les articles homonymes, voir Madjer.
Mohamed Noureddine Abdesselam Zaabia, né le 20 mars 1989 à Tripoli en Libye, est un footballeur international libyen évoluant au poste d'attaquant à Al-Ittihad Tripoli.

## Biographie

### En club
Mohamed Zaabia participe avec le club d'Al-Ittihad Tripoli à la Ligue des champions africaine, et à la Coupe de la confédération. Lors de la Ligue des champions, il inscrit un but contre le club congolais du TP Mazembe en avril 2008, à l'occasion des huitièmes de finale de la compétition. Lors de la Coupe de la confédération, il est l'auteur d'un doublé en juillet 2010 contre l'équipe angolaise de Primeiro Agosto, une nouvelle fois lors des huitièmes de finale de la compétition. Le club de Tripoli atteint les demi-finales de la Coupe de la confédération, en étant éliminé par l'équipe marocaine du FUS de Rabat, futur vainqueur de l'épreuve.
Avec le club serbe du Partizan Belgrade, il joue trois matchs en Ligue des champions de l'UEFA, et un match en Ligue Europa.
Il rejoint l'Espérance Sportive de Tunis en 2016, où l'entraîneur Faouzi Benzarti refuse de lui donner sa chance et le place dans le banc des remplaçants. Le joueur se trouve même parfois aux gradins aux moments des matches de son équipe.

### En équipe nationale
Mohamed Zaabia dispute trois rencontres comptant pour les tours préliminaires du mondial 2010. À cet effet, il joue un match contre le Ghana, et deux matchs contre le Lesotho, en juin 2008.
Depuis, Mohamed Zaabia est convoqué la plupart du temps pour les matchs de l'équipe du Libye. En avril 2023, Mohamed Zaabia est enlevé par un groupe armées dit le comité des droits de l'homme en Libye..

## Palmarès

### Clubs
- Championnat de Libye (6)
  - Champion : 2007, 2008, 2009 et 2010, 2021, 2022 avec l'Al-Ittihad Tripoli

- Coupe de Libye (3)
  - Vainqueur : 2007, 2009 et 2018 avec l'Al-Ittihad Tripoli

- Supercoupe de Libye (5)
  - Vainqueur : 2007, 2008, 2009 et 2010 avec l'Al-Ittihad Tripoli

- Coupe Crown Prince du Koweït (1)
  - Vainqueur : 2012 avec l'Al Arabi Sporting Club

- Championnat de Serbie (1)
  - Champion : 2013 avec le Partizan Belgrade

- Coupe d'Algérie
  - Finaliste : 2014
- Championnat de Tunisie (1)
  - Champion : 2017 avec l'Espérance sportive de Tunis

### Individuel
- Meilleur buteur du Championnat d'Algérie 2015-2016 avec le MC Oran (13 buts)